# Tuse Idrætsforening
Tuse Idrætsforening er en idrætsforening i Tuse på Vestsjælland med badminton, fodbold, gymnastik, håndbold, skydning og tennis på programmet. Klubben har ca. 1.700 medlemmer.
Fodboldafdelingen blev oprettet i 1925.